# Антонов, Зураб Назарович
Зура́б Наза́рович Анто́нов (груз. ზურაბ ნაზარის ძე ანტონოვი; 9 [21] февраля 1820, Гори — 13 [25] декабря 1854, Тифлис) — грузинский  грузинский актёр, режиссёр и драматург.

## Биография
Родился в купеческой семье. Служил писцом в Горийском уездном управлении, затем помогал отцу в торговой лавке.
В 1851 году начал актёрскую деятельность в театральной труппе Г. Эристави. В этот период он начал писать пьесы. В конце жизни, ноябрь-декабрь 1854 года, выступал также как режиссёр.

## Драматургия
- «Хочу быть княгиней» (1851),
- «Разве дядюшка женился?» (1952),
- «Затмение солнца в Грузии» (пост. в 1853, опубл. в 1876),
- «Муж пяти жён» (пост. в 1851, опубл. в 1852),
- «Свадьба хевсуров» (1852),
- «Кер-оглы» (1853),
- «Путешествие литераторов на плоту» (1854).